# Blanca de Mèdici
Blanca de Mèdici (Florència, República de Florència 10 de setembre del 1445 - 20 de juliol del 1505) fou una noble italiana membre dels Mèdici.
Filla de Pere I de Mèdici i Lucrècia Tornabuoni i neta per línia paterna de Cosme de Mèdici el Vell i Contessina de Bardi i germana de Maria, Nannina, Llorenç i Julià de Mèdici; es casà el 1458 amb Guillem de Pazzi, fill d'Antonio de Pazzi i Nicolosa degli Alessandri. D'aquesta unió nasqueren: 
- Joana Pazzi, casada el 1471 amb Tommaso Monaldi
- Contessina Pazzi, casada el 1476 amb Giuliano Salviati
- Antoni Pazzi (1460)
- Antoni Pazzi (1462-1528)
- Alexandra Pazzi, casada el 1486 amb Bartolomeo Buondelmonti
- Cosime Pazzi (1466-1513), arquebisbe de Florència
- Piero Pazzi (1468)
- Cosa Pazzo
- Renat Pazzo
- Llorenç Pazzo
- Lluïsa Pazzo, casada el 1494 amb Folco di Edoardo Portinari
- Magdalena Pazzo, casada el 1497 amb Ormanozzo Deti
- Alexandre Pazzo (1483-1530),
- Lucrècia Pazzo
- Julià Pazzo (1486-1517), abat

Mitjançant el casament de Blanca amb Guillem de Pazzi, aquesta família florentina entrà en contacte amb els seus rivals Mèdici. Els Pazzi organitzaren el 26 d'abril de 1478 l'anomenada Conjura dels Pazzi, per la qual volien assassinar Julià i Llorenç el Magnífic, si bé aquest últim aconseguí escapar de la mort. Després de la conspiració s'exilià de la ciutat juntament amb el seu marit, a pesar que aquest no participà en l'acció.